# Borysthenes deflexus
Borysthenes deflexus är en insektsart som beskrevs av Ronald Gordon Fennah 1956. Borysthenes deflexus ingår i släktet Borysthenes och familjen kilstritar. Inga underarter finns listade i Catalogue of Life.